# Chiesa di Santa Margherita (Castelnuovo)
La chiesa di Santa Margherita è una chiesa cattolica situata a Santa Margherita, località del comune di Castelnuovo, in provincia autonoma di Trento; è sussidiaria della parrocchiale di San Leonardo e fa parte dell'arcidiocesi di Trento.

## Storia

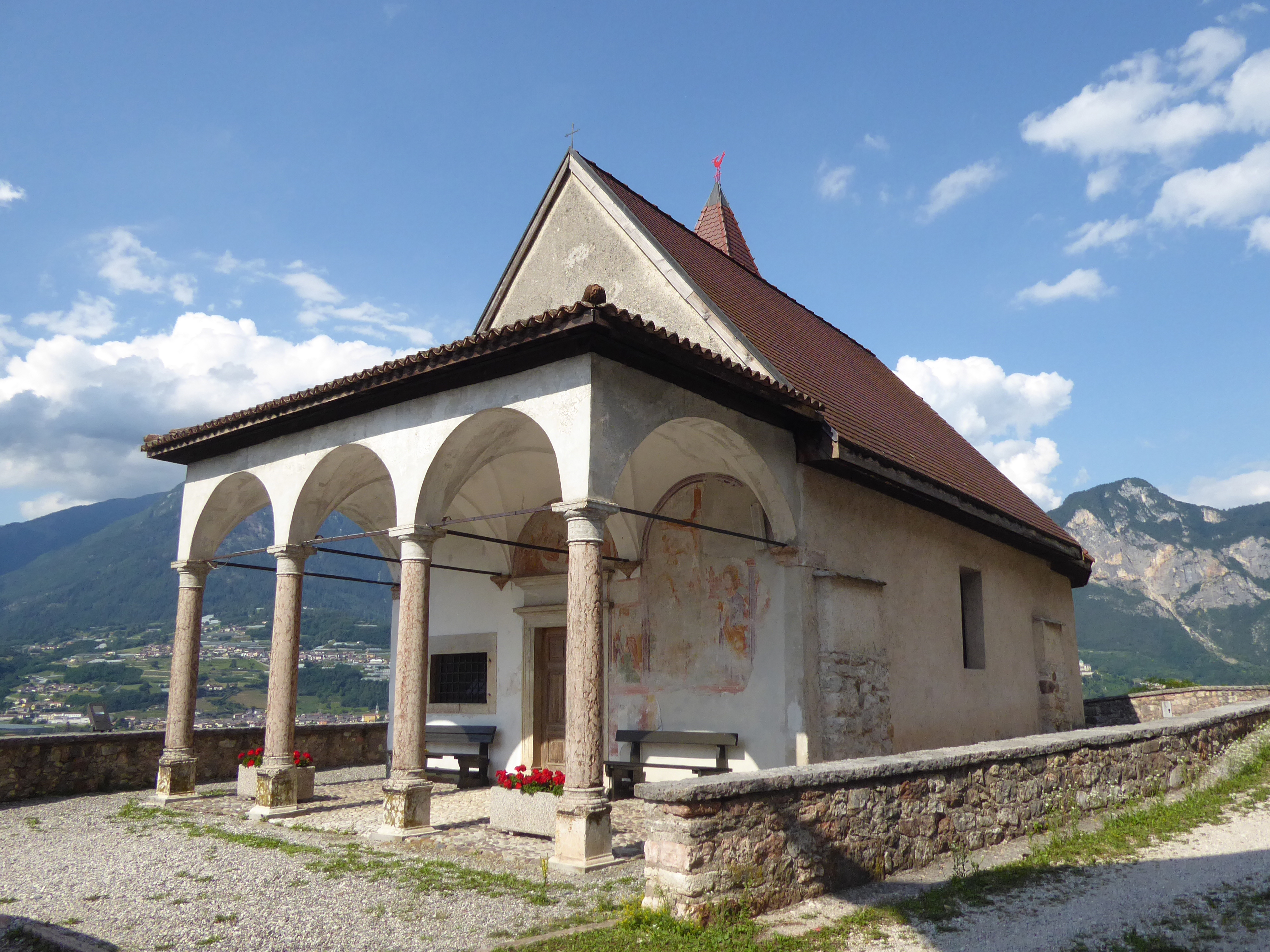
Vista da sud-ovest

Le notizie storiche su questa chiesa, considerata il più antico edificio di Castelnuovo se non dell'intera Bassa Valsugana, sono scarse, con la prima citazione documentale risalente al 1272. Secondo gli studiosi, anticamente la chiesa era dotata di una certa autonomia dalla pieve di Borgo Valsugana, avendo un proprio cimitero (di cui non resta più quasi traccia) e anche diritti di decima nelle campagne di Scurelle, Villa, Agnedo e altre, e serviva un piccolo villaggio situato ai piedi di un castello: il forte sarebbe stato distrutto nel 1385 dai vicentini in guerra contro Siccone da Caldonazzo e Telvana, dopodiché anche il paese venne ricostruito sulla sponda sinistra del Brenta, acquisendo il nome di Castrum Novum (Castelnuovo, appunto). 
Rimasta priva di un centro abitato (il nuovo villaggio ebbe a disposizione la parrocchiale di San Leonardo almeno dal 1465), la chiesa perse progressivamente d'importanza; probabilmente venne affrescata a più riprese nel corso del Quattrocento e del Cinquecento, e nel 1593 vi furono effettuati dei lavori dalla natura non chiara, forse la costruzione del portico (che sarebbe quindi coevo a quello della chiesa di San Mauro di Baselga di Piné, a cui è anche simile). Nel 1641 è documentata la presenza di un eremita come custode del tempio.
La chiesa venne sconsacrata e chiusa al culto per via delle disposizioni giuseppine del 1782; nel 1786 il territorio della pieve di Borgo, a cui Santa Margherita era soggetta, passò dalla diocesi di Feltre a quella di Trento, la quale poté riaprirla il 2 aprile 1803. Tra il 1845 e il 1856 l'edificio venne quindi rimaneggiato, demolendo la vecchia abside (che era affrescata con i Dodici Apostoli cinquecenteschi di Lorenzo Naurizio) e ricostruendola più grande.
La chiesa subì danni gravissimi durante la prima guerra mondiale, con il crollo della volta e di tutto il tetto, e di parte del campanile, oltre alla distruzione degli arredi sacri; venne riparata entro il 1925, data della riapertura al culto, e nel 1929 venne dotata di una via Crucis acquistata dalla chiesa della Visitazione di Canzolino (Pergine Valsugana). Un altro importante restauro avvenne tra il 1970 e il 1985, e poi ancora tra il 1988 e il 1990.

## Descrizione

### Esterno

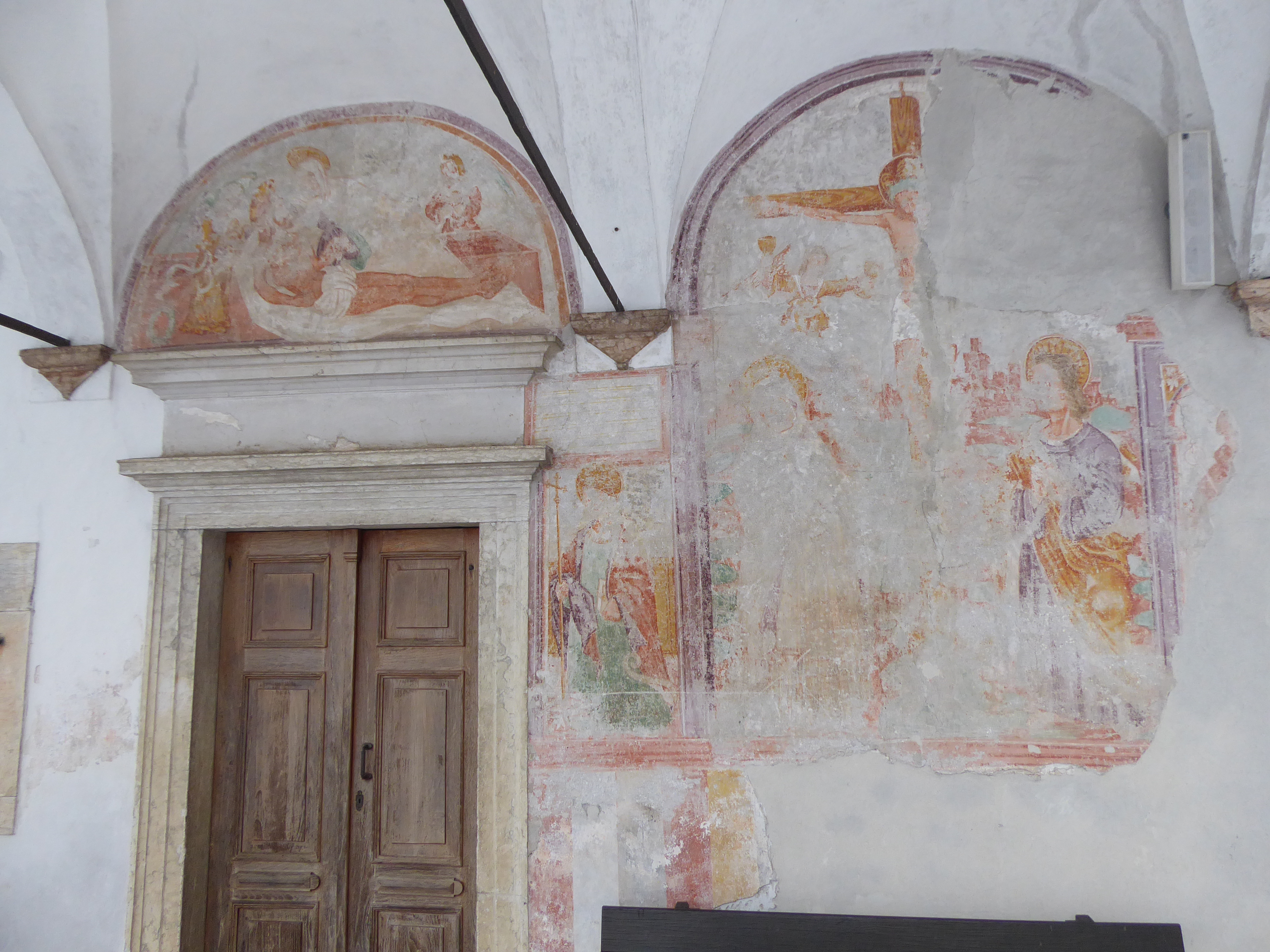
Gli affreschi sotto al portico

La chiesa, a pianta rettangolare e orientata regolarmente a est, si trova a 448 metri di altitudine sul monte Civerone, assieme ad alcune abitazioni (già dimora dell'eremita) che formano la località denominata proprio Santa Margherita. Si presenta con facciata a capanna dagli spioventi ripidi, preceduta da un portico rinascimentale ad arcate a pieno centro con volte a crociera, sorretto da quattro colonne poggianti su plinti quadrati e pavimentato in ciottolato; sotto al portico sono riparati il portale d'ingresso architravato in pietra calcarea e una piccola finestra rettangolare alla sua sinistra, nonché alcuni affreschi di Lorenzo Naurizio del 1565: nella lunetta circa sopra al portale è rappresentata la deposizione di Cristo, mentre sulla destra, molto rovinate, santa Margherita e una Crocifissione con la Madonna, san Giovanni, e un angelo (in origine erano due) che raccoglie il sangue che sgorga dal costato di Cristo nel santo Graal; ancora più a destra rimane un frammento della figura di san Lorenzo.
Oltre alla finestrella di facciata, l'edificio ha altre quattro finestre rettangolari: una per lato nella navata, e due nell'abside; appoggiato alla fiancata sinistra, in posizione arretrata, si trova il tozzo campanile, con cella campanaria a quattro monofore e cuspide piramidale con in cima una banderuola a galletto.

### Interno

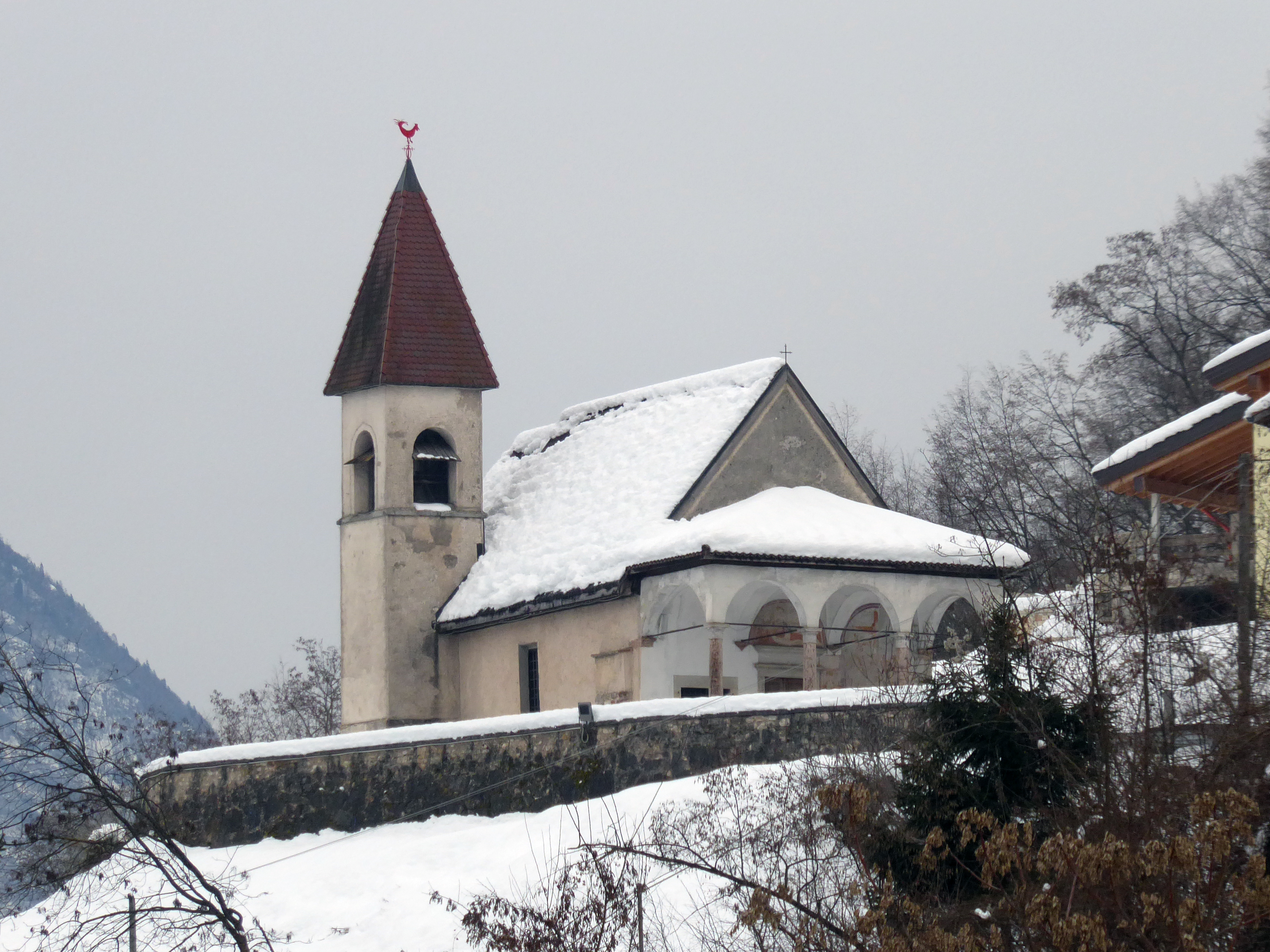
La chiesa innevata

L'interno, piuttosto spoglio, è composto da un'unica navata percorsa lungo tutte le pareti da un cornicione modanato e coperta da volta a botte; l'arco santo, ribassato e sostenuto da due pilastri, introduce al presbiterio, che è rialzato di un gradino rispetto all'aula e termina con l'abside catinata ottocentesca, riparata dietro alla struttura dell'altare e facente funzioni di sagrestia.
L'altare, realizzato nel 1925 in stile neogotico-déco dall'intagliatore Marches di Strigno e dipinto da Teresina Longo, ospita una statua della santa titolare risalente al 1896 circa e scolpita dal gardenese Franz Tavella. Sul lato destro si trova una nicchia centinata ospitante una statuetta lignea dell'Immacolata. Durante la prima guerra mondiale, entrambe queste statue trovarono fortunatamente riparo nel presbiterio della pieve di Borgo.